# Félix Cruz Jiminián
Félix Antonio Cruz Jiminián (Santo Domingo, 19 de noviembre de 1951), más conocido como Dr. Cruz Jiminián, es un doctor en medicina, filántropo y empresario dominicano.

## Primeros años
Dr. Félix Antonio Cruz Jiminián, nació en Jarabacoa, el 19 de noviembre del año 1951. Es hijo de Luis Cruz Collado y María Jiminián. Ingresó al seminario Santo Tomás de Aquino para convertirse en sacerdote, aunque más tarde desistió la idea para convertirse en doctor. Cruz Jiminián se graduó en el año 1980 de la Universidad Autónoma de Santo Domingo, con el título de doctor en medicina. Cuando terminó sus estudios, construyó un pequeño consultorio que solo poseía una camilla de madera y un escritorio.

## Filantropía
Cruz Jiminián es el fundador de la Clínica y la Fundación Cruz Jiminián, localizada en el tugurio de Cristo Rey, en el Distrito Nacional, República Dominicana. Pese a no ser un hospital público, la clínica Cruz Jiminián, al igual que la fundación, se caracterizan por proporcionar a sus pacientes servicios de calidad gratuitos. A través de estas, el Dr. Cruz Jiminián implementa programas de asistencia social, tales como: Cirugía de labio leporino y paladar hendido, ano imperforado, hidrocefalia, doble sexo, módulos odontológicos, operativos médicos, área para tuberculosos, área de vacunas, comedor para envejecientes, área de hemodiálisis renal, área para declaraciones de nacimientos tardías.
En 2015, El Dr. Cruz Jiminián inauguró con el entonces presidente Danilo Medina, el mayor edificio de consultorios médicos del país para expandir los servicios médicos y sociales que ofrece desde hace más de 30 años por medio de su clínica y fundación.

## Reconocimientos
La Comisión Nacional de los Derechos Humanos creó el premio Supremo Laurel de Oro, Altruismo y Paz, en el Grado Doctor Félix Antonio Cruz Jiminián. También fue galardonado como Filántropo de la Medicina Dominicana, por la Universidad Autónoma de Santo Domingo
- 2010, fue reconocido como “El Hombre del Año” por el Grupo Omnimedia y el periódico Diario Libre.[15]

- 2013, el Consejo de Regidores del Distrito Nacional del país lo declaró hijo adoptivo de la ciudad de Santo Domingo.[16]

- 2016, el doctor Juan Cabrera Abreu, escribió un libro de 354 páginas llamado Una historia inolvidable dedicado a la vida del Dr. Cruz Jiminián.[17][18]

- 2018, el exalcalde del Distrito Nacional, David Collado inauguró en el sector de Parabel un parque para honrar a Félix Cruz Jiminián.[19][20][21]

- 2021 Premios Soberano lo reconoce como soberanos a los héroes en representación de los médicos dominicanos por su lucha contra el COVID-19.